# Aranãs
Os Aranãs formam uma comunidade indígena representantes da tribo Aranã, localizada em Araçuaí, no Vale do Jequitinhonha, com população estimada em 362 indivíduos.
O povo Aranã vive a uma distância aproximada de 656 km de Belo Horizonte e tem sua história relacionada às dos Botocudos. Diferencia-se politicamente de outros grupos da família dos Botocudos e mantém o que é considerada uma pequena variação dialetal indicativa da distância que guardavam dos outros por motivos de segurança.

## História
Com o fortalecimento da colonização europeia na região, os índios da tribo Aranã foram, em 1873, pelos capuchinhos, agrupados no local. No entanto, a população sofreu grande diminuição em seu número devido a epidemias. Alguns daqueles que sobreviveram passaram para o Aldeamento de Itambacuri. Nesse lugar, o número dos Aranãs se conservou, tendo os mesmos trabalhado em fazendas do Vale do Jequitinhonha. É deles que descendem os atuais Aranãs.

## Povo extinto
Os Aranã foram considerados um povo indígena extinto até a década de 1990, quando se organizaram para preservar sua memória e lutaram para serem oficialmente reconhecidos pelo Governo Federal. Juntamente com os Caxixós, conseguiram que órgãos como Cedefes e ANAI com eles se comprometessem. Dessa forma, após complexo trabalho de campo e registro da história oral desse povo com a ajuda de membros do mesmo que residiam em Araçuaí e Coronel Murta, o Cedefes e a Anai produziram um relatório que, após ter sido revisado por membros desse povo indígena, foi enviado aos órgãos públicos que ditam a política indigenista no Brasil.

## Reconhecimento
Diferentemente do que houve com os Caxixós, entretanto, não foi necessária a elaboração de laudo pericial sobre o caso das famílias Aranã. Como dita a Convenção 169 da OIT (Organização Internacional do Trabalho), à qual o Brasil aderiu em 2003, a autoidentificação de um povo indígena é o suficiente para que este seja reconhecido oficialmente. Assim, graças ao registro de sua história oral, os índios Aranã, no ano de 2007, aguardam um processo de demarcação de terras pela Funai para a criação de sua reserva indígena.